# مزمار القربة
مزمار القِرْبة أو مزمار القرب (بالإنجليزية: Bagpipes)‏ هي آلة هوائية تعزف عن طريق النفخ بداخل كيس جلدي واسع يخزن الهواء وينقله إلى أنبوب خشبي ذو 9 ثقوب ليتم إنتاج نغمة من فتح واقفال الثقوب عن طريق الأصابع. يربط مزمار القربة ثقافيا عادة بإسكتلندا، رغم عزف واستعمال الآلة لأغراض كشفية وثقافية في مختلف أنحاء العالم، تشتهر القربة عالميا في بلدها الأصل اسكتلندا ولكنها تعزف أيضا في أيرلندا و بلغاريا وشمال فرنسا، أما عربيا فتستعمل آلة القربة للمهرجانات الشعبية والمجموعات الكشفية فتعزف في فلسطين و ليبيا  والخليج العربي. وتختلف القربة عن باقي الألات النفخية بأن مجاري الهواء فيها مفتوحة وليس لها صمامات أو ازرار.

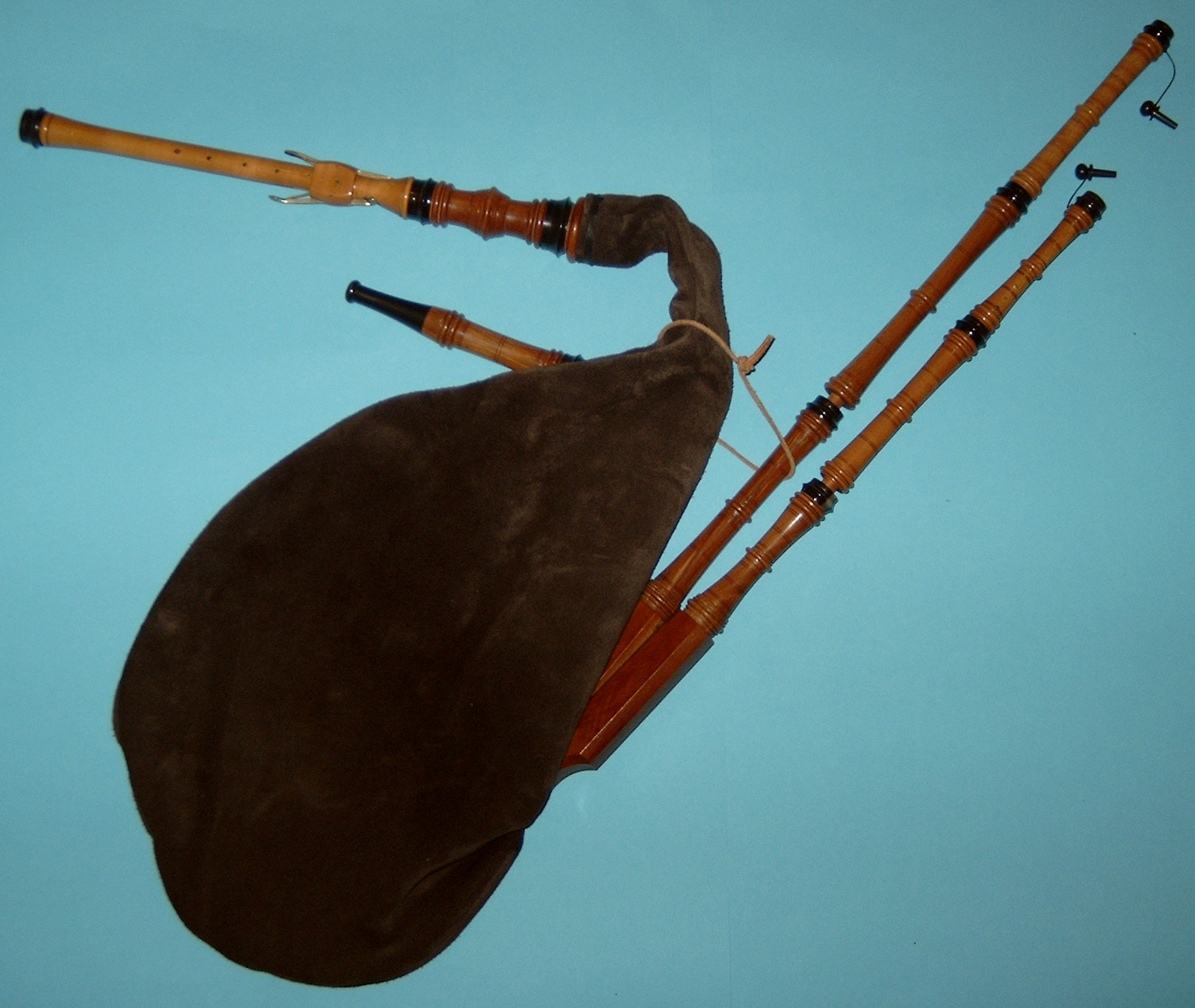
جديدHümmelchen

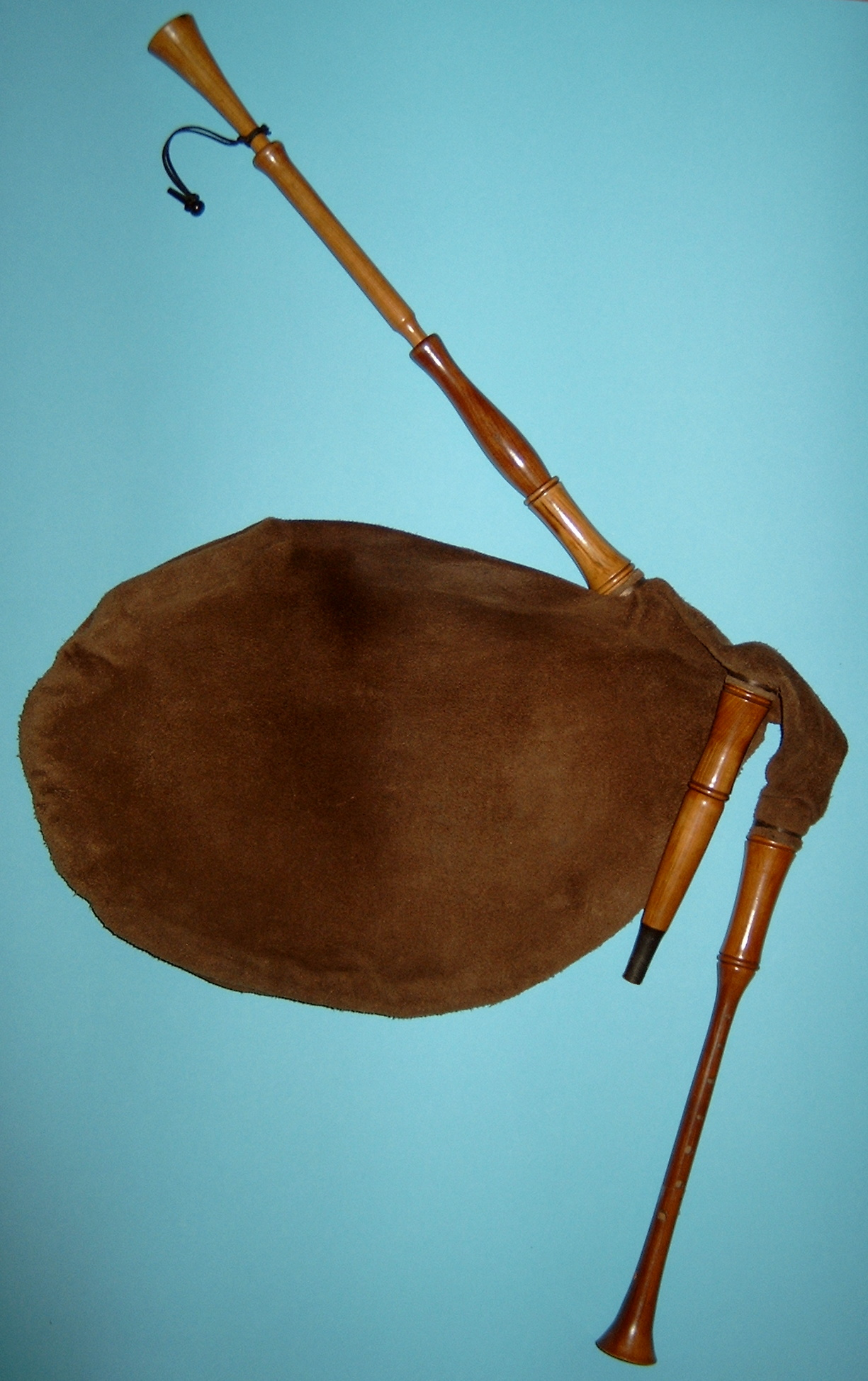
مزمار القربة

## تركيب الآلة
يتكون مزمار القربة من خزان ضيق، حيث أن الهواء ينفخ عن طريق فم العازف. ويطلق عليه "عازف مزمار القربة"
طريقة عملها بسيطة بحيث أن الهواء الذي يكون داخل الخزان ينطلق منها بطريقة مستمرة باتجاه الأنابيب حيث أن الحدود الداخلية تمتلك قصبة وهي التي تسمح للصوت بالصدور بطريقة لحنية
بحيث تكون هذه الأنابيب مثقوبة، ويطلق عليها الأنابيب الطربية لكن هناك نوع آخر يطلق عليها الأنابيب النصف طربية وظيفتها تكمن في الإنتاج الموسيقي وتحتوي كذلك على أنبوب غير مثقوب وظيفته هو الآخر المحافظة على اللحن، والأنبوب مجهز بقصبة بسيطة (شريط متذبذب) أو (شريطين متذبذبين) والحالة الثانية هي الأكثر انتشاراً في فرنسا.

## تاريخ مزمار القربة
يشك بعض العلماء أن مزمار القربة جاء من شبه جزيرة البلقان آسيا الصغرى وكانت نشأته في تراقيون، في نص الترجمة للمؤرخ الروماني سيوتن قال أن الإمبراطور نيرون عظم القصبة بوصفها أداة ريد مع كيس من الجلد.

## طالع
- قيثارة
- أكلال